# Podnebje tropske savane
Podnebje tropske savane ali tropsko mokro in suho podnebje je vrsta podnebja, ki ustreza Köppenovi podnebni klasifikaciji Aw (za suho zimo) in As (za suho poletje). Najbolj suh mesec ima manj kot 60 mm padavin in tudi manj kot {\textstyle 100-\left({\frac {Total\ Annual\ Precipitation\ (mm)}{25}}\right)} padavin.
To zadnje dejstvo je v neposrednem nasprotju s tropskim monsunskim podnebjem, ko v najsušnejšem mesecu pade manj kot 60 mm padavin, vendar ima več kot {\textstyle 100-\left({\frac {Total\ Annual\ Precipitation\ (mm)}{25}}\right)} padavin. V bistvu ima podnebje tropske savane običajno manj padavin kot tropsko monsunsko podnebje ali pa ima bolj izrazito suho obdobje.
V podnebju tropske savane lahko suha sezona postane huda in pogosto med letom prevladujejo sušne razmere. Podnebje tropske savane pogosto zaznamujejo travniki, posejani z drevesi, ne pa gosto džunglo. Prav zaradi tega razširjenega pojava visoke, grobe trave (imenovane savana) je podnebje Aw in As pogosto označeno kot tropska savana. Vendar pa obstaja nekaj dvoma ali so tropska travinja podnebno inducirana. Poleg tega so čiste savane brez dreves prej izjema kot pravilo.
Nahaja se severno in južno od ekvatorialnega podnebja, in sicer 10° do 20° S v Ameriki in Afriki, 10 do 30° v Aziji (Latinska Amerika severno in južno od Amazonskega nižavja, nad Gvinejskim zalivom in čez najširši del Afrike okoli porečja reke Kongo, notranjost Indije in Indokitajskega polotoka, severna Avstralija).
Temperature so vse leto visoke, vendar so že opazna manjša nihanja (najvišje temperature so tik pred nastopom deževne dobe). Povprečne temperature znašajo med 20 - 27 °C.

## Različice
Na splošno obstajajo štiri vrste podnebja tropske savane:
- Različne mokre in suhe sezone sorazmerno enakega trajanja. Večina letnih padavin v regiji pade v vlažni sezoni, v sušnem obdobju pa zelo malo padavin.
- Dolgotrajna sušna sezona in razmeroma kratka mokra sezona. Ta različica vključuje sedem ali več sušnih mesecev in pet ali manj mokrih mesecev. V tej različici so:
  - Na eni skrajnosti regija prejme ravno toliko padavin v kratki vlažni sezoni, da je izključena iz razvrstitve polsušnega podnebja. Ta bolj suha različica podnebja tropske savane se običajno nahaja v bližini območij s polsušnim podnebjem.
  - Na drugi strani je podnebje značilno za dolgo suho sezono, ki ji sledi kratka, a izjemno deževna mokra sezona. Vendar pa regije s to spremembo podnebja v vlažni sezoni nimajo dovolj padavin, da bi jih lahko označili kot tropsko monsunsko podnebje.
- Dolgotrajna mokra sezona in relativno kratka sušna sezona. Ta različica vključuje sedem ali več mesecev mokre sezone in pet ali manj sušnih mesecev. Vzorec padavin v tej različici je podoben vzorcem padavin, opaženim v nekaterih tropskih monsunskih podnebjih, vendar v mokri sezoni nima dovolj padavin, da bi ga lahko uvrstili kot take.
- Suha sezona z opazno količino padavin, ki ji sledi deževno mokro obdobje. V bistvu ta različica posnema vzorce padavin, ki jih pogosteje najdemo v tropskem monsunskem podnebju, vendar ne prejme dovolj padavin niti v sušnem obdobju niti v letu, da bi ga lahko uvrstili kot take.

## Razporeditev
Podnebje tropskih savan je najpogosteje v Afriki, Aziji in Južni Ameriki. Podnebje je razširjeno tudi v delih Srednje Amerike, severne Avstralije, pacifiških otokov, v delih Severne Amerike in nekaterih otokih v Karibih. Večina krajev, ki imajo to podnebje, je na zunanjih robovih tropskega pasu, občasno pa je kvalificirana tudi notranja tropska lokacija (npr. San Marcos, Antioquia, Kolumbija). Podobno ima karibska obala, vzhodno od zaliva Urabá na meji med Kolumbijo in Panamo do delte reke Orinoko, na Atlantskem oceanu (približno 4000 km), dolga sušna obdobja (skrajnost je podnebje BSh), za katero so značilne zelo nizke, nezanesljive padavine, prisotne na primer na obsežnih območjih Guajira in Coro, zahodna Venezuela, najsevernejših polotokov Južne Amerike, ki prejmejo <300 mm skupnih letnih padavin, praktično vse v dveh ali treh mesecih). Ta pogoj sega na Male Antile in Velike Antile, ki tvorijo suhi pas okoli Karibov. Dolžina in resnost sušnega obdobja se zmanjšata v notranjosti (na jugu); na zemljepisni širini reke Amazonke, ki teče proti vzhodu, južno od ekvatorialne črte, je podnebje Af. Vzhodno od Andov, med sušnimi Karibi in vedno mokro Amazonijo, je reka Orinoko, Llanos ali savane, od koder je to podnebje dobilo ime.
Včasih se As uporablja namesto Aw, če se suha sezona pojavi v času višjega sonca in daljših dni, na primer v Honoluluju na Havajih. Razlog za to je lahko tudi učinek padavinske sence, ki v tropskem območju prekine poletne padavine. Tako je na primer v vzhodni Afriki (Mombasa, Kenija, Somalija), Šrilanki (Trincomalee) in obalnih regijah severovzhodne Brazilije (od Fortaleze preko Natala do Maceiója). Razlika med "poletjem" in "zimo" na takšnih lokacijah je običajno tako majhna, da je razlika med podnebjem As in Aw težavna. V večini krajev s tropskim mokrim in suhim podnebjem pa se suha sezona pojavi v času nižjega sonca in krajših dni zaradi zmanjšanja ali pomanjkanja konvekcije, kar je posledično posledica meridionskih premikov medtropskega konvergenčnega območja med celoten potek leta.